# Catena Dziewulski
La Catena Dziewulski è una struttura geologica della superficie della Luna.